# Ełektron Iwano-Frankiwsk
Ełektron Iwano-Frankiwsk (ukr. Футбольний клуб «Електрон» Івано-Франківськ, Futbolnyj Kłub "Ełektron" Iwano-Frankiwśk) – ukraiński klub piłkarski z siedzibą w Iwano-Frankiwsku.

## Historia
Chronologia nazw:
- 1960—1971: Pryład Iwano-Frankiwsk (ukr. «Прилад» Івано-Франківськ)
- 1972—1991: Ełektron Iwano-Frankiwsk (ukr. «Електрон» Івано-Франківськ)

Klub piłkarski Pryład Iwano-Frankiwsk został założony w 1960 roku przez kierownictwo miejscowego zakładu "Prompryład". Na początku drużyna występowała w mistrzostwach i w rozgrywkach Pucharu obwodu iwanofrankiwskiego. Pierwszy sukces przyszedł w roku 1971, kiedy klub został mistrzem obwodu i otrzymał prawo prezentować region w amatorskich mistrzostwach Ukraińskiej SRR. W 1972 klub zmienił nazwę na Ełektron Iwano-Frankiwsk, a w 1976 zdobył Puchar Ukraińskiej SRR spośród drużyn amatorskich w wygranym 2:1 meczu finałowym z Tytanem Armiańsk. W następnym sezonie ponownie dotarł do finału, ale został pokonany 0:1 przez poprzedniego finalistę - klub Tytan. 
Pod koniec lat 80. XX wieku zakład nie był w stanie utrzymywać zespołu i w 1991 klub został rozwiązany przez problemy finansowe.

## Sukcesy
- zdobywca Pucharu Ukraińskiej SRR spośród drużyn amatorskich: 1976.
- finalista Pucharu Ukraińskiej SRR spośród drużyn amatorskich: 1977.
- mistrz obwodu iwanofrankiwskiego: 1971, 1972, 1973, 1974, 1976, 1977, 1985.
- zdobywca Pucharu obwodu iwanofrankiwskiego: 1973, 1974, 1976, 1977, 1978, 1983.

## Inne
- Czornohora Iwano-Frankiwsk
- Prykarpattia Iwano-Frankiwsk
- Rewera Stanisławów
- Spartak Iwano-Frankiwsk